# Apteczka

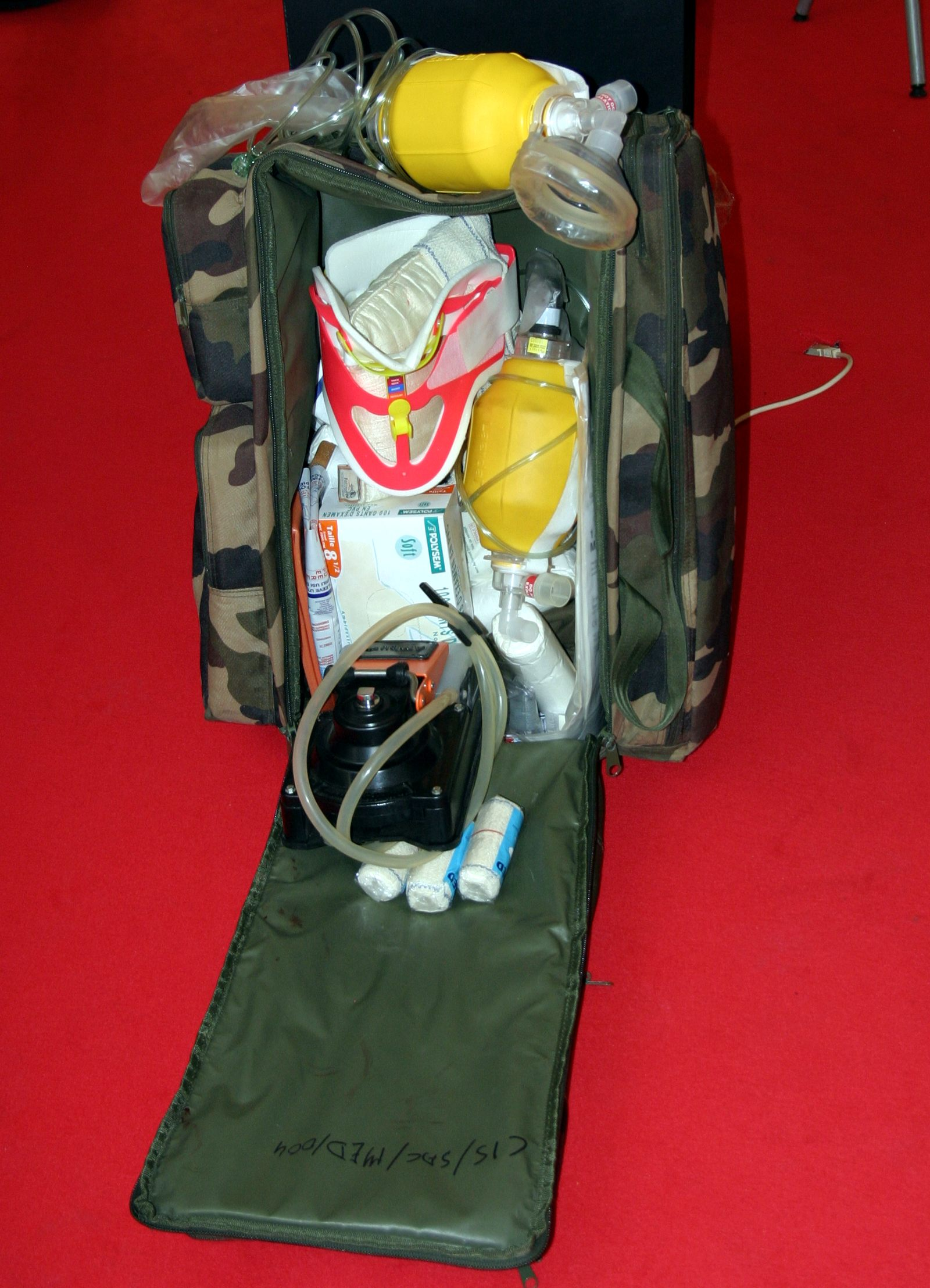
Apteczka Armii Francuskiej

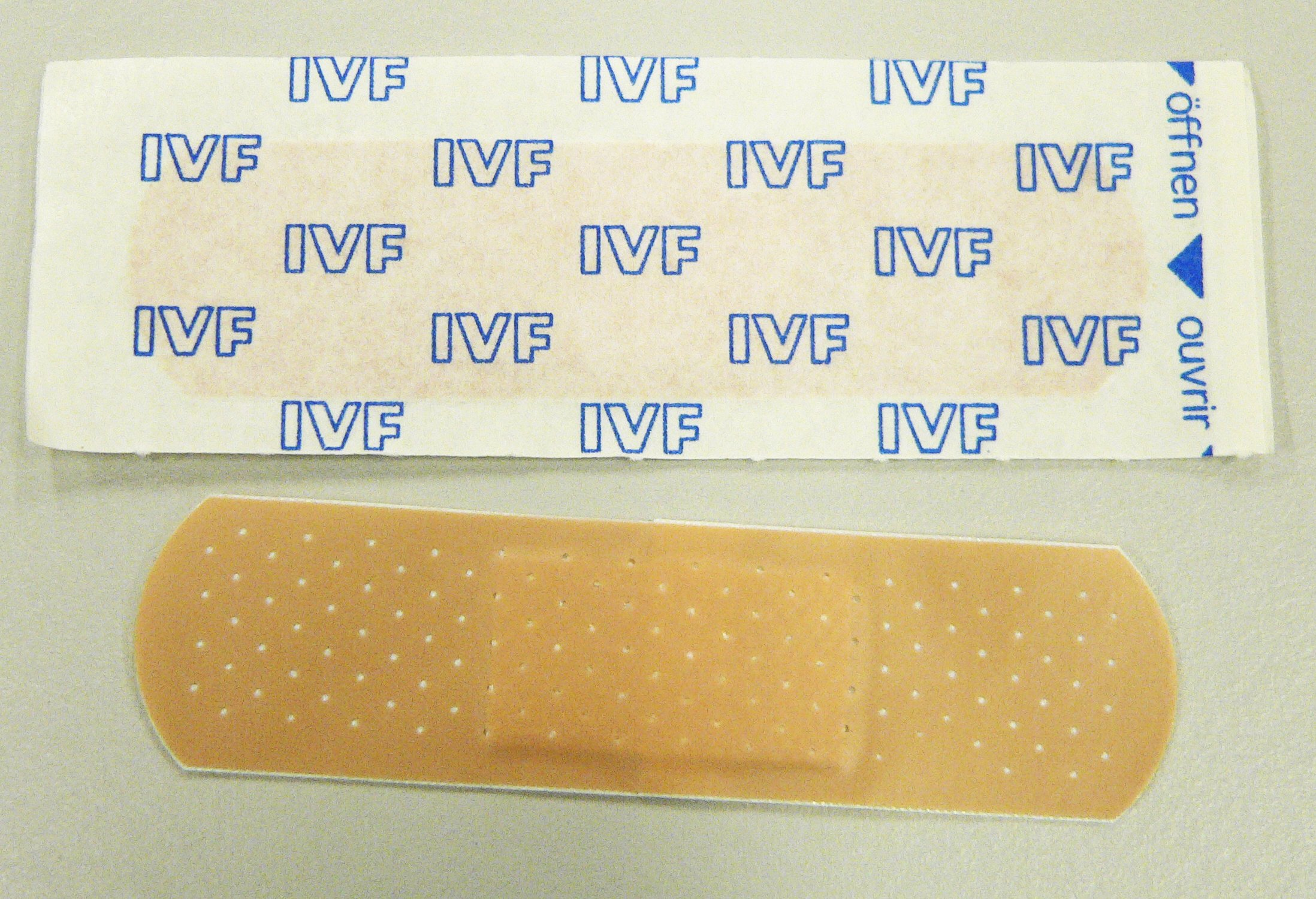
Plastry z opatrunkiem są najczęściej używanym składnikiem wyposażenia apteczki

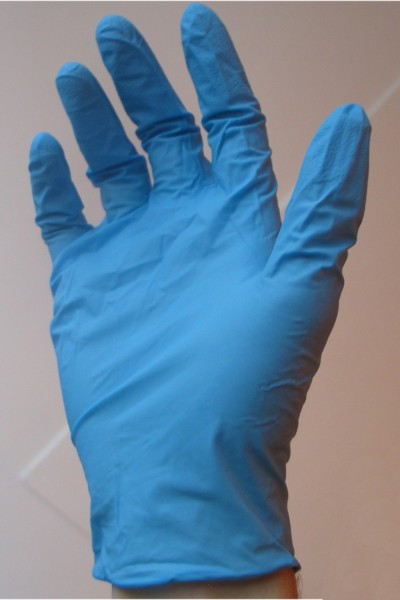
Rękawiczki jednorazowe powinny być zawsze zakładane, gdy udzielamy komuś pomocy

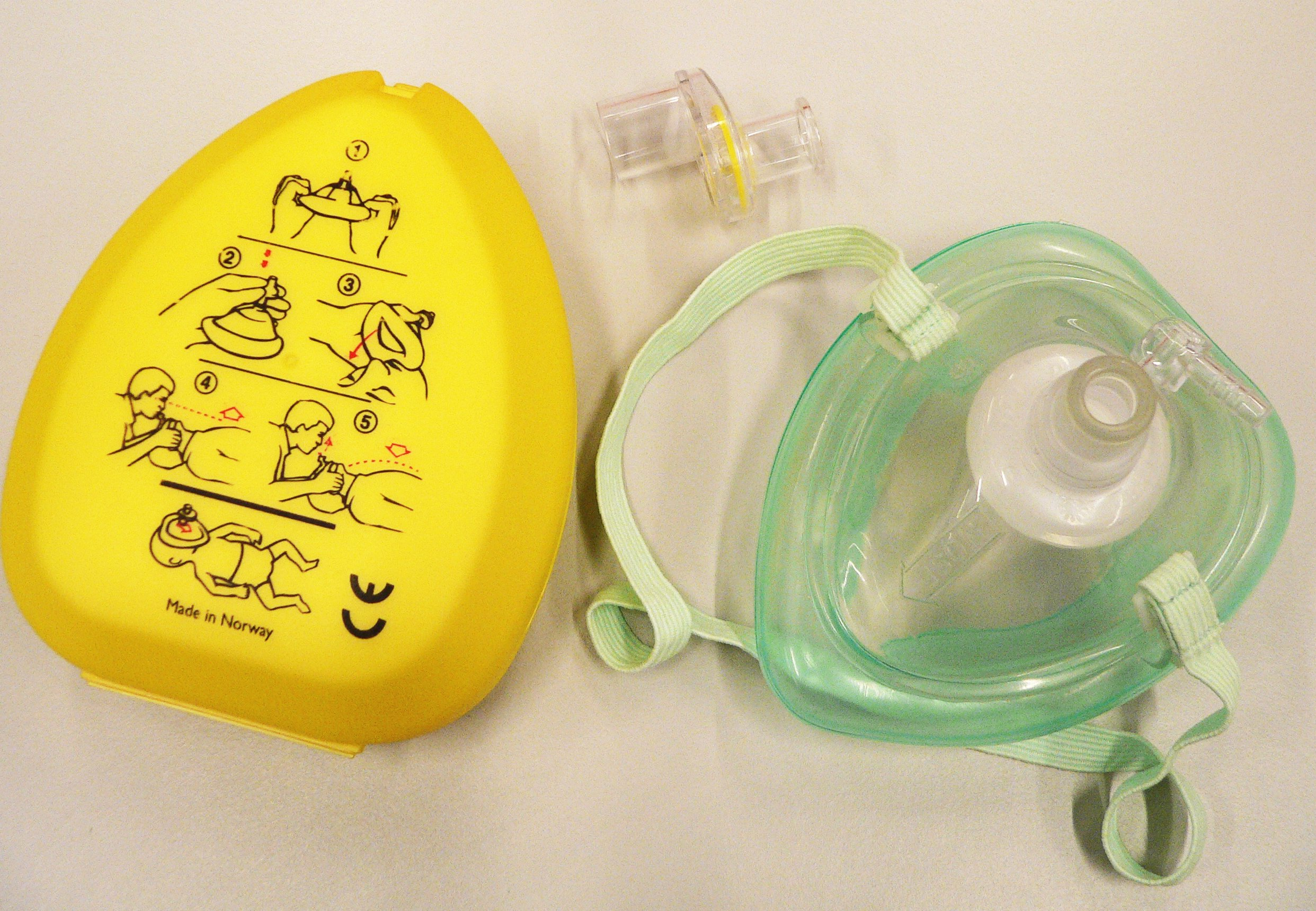
Maska twarzowa stanowi skuteczną ochronę podczas resuscytacji

Symbol pierwszej pomocy

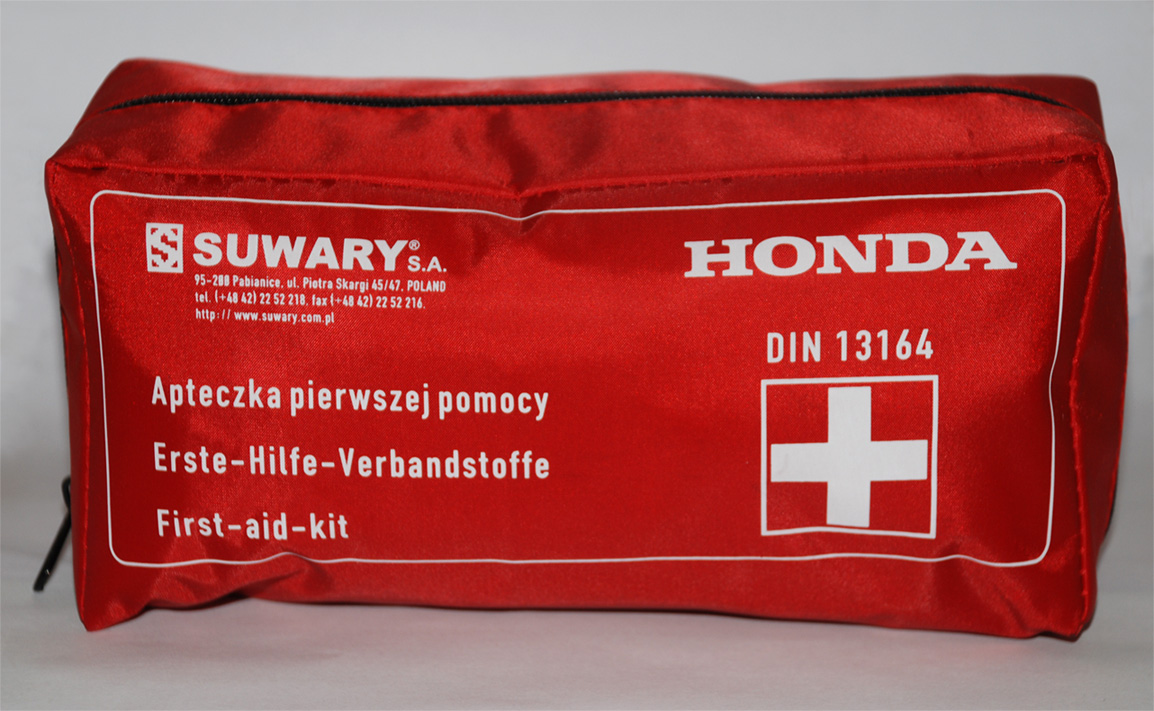
Apteczka samochodowa

Apteczka – pojemnik służący do przechowywania materiałów i środków przeznaczonych do udzielania pierwszej pomocy.
Powinien być wyraźnie oznakowany, trwały i czysty (opakowanie apteczki może być wodoodporne).

## Wyposażenie
Apteczka może zawierać następujące produkty:
- Opatrunki (stosowane bezpośrednio na rany):
  - Plastry opatrunkowe
  - Gaza opatrunkowa (sterylna, do opatrywania dużych ran i urazów)
  - Kompresy z gazy (sterylne, do opatrywania mniejszych ran)
  - Kompresy oczne (do przykrywania ran oka)
  - Opatrunki nieprzywierające (na duże rany, otarcia i wtedy gdy pożądana jest mała adhezja)
  - Opatrunki hydrożelowe na oparzenia
- Bandaże i opaski
  - Bandaże dziane
  - Bandaże elastyczne
  - Opaski kohezyjne (bandaże elastyczne przywierające same do siebie, nie ma potrzeby stosowania zapinek)
- Przylepce (hipoalergiczne, z tkaniny, jedwabiu, folii, lub włókniny, z warstwą kleju akrylowego)
- Chusty trójkątne (do wykonywania temblaków, unieruchomień, opatrunków uciskowych)

Czasem opatrunki są łączone (indywidualne), dzięki czemu mają wspólne opakowanie. Często są one wodoodporne.
- Inne wyposażenie:
  - Woda utleniona
  - Rękawiczki jednorazowe, mogą być wykonane z lateksu, winylu, bądź gumy nitrylowej
  - Ustnik do sztucznego oddychania
  - Agrafki (do małych napraw, zapinania bandaży, chust, przytrzymywania opatrunku)
  - Latarka
  - Nożyczki z tępym końcem (do cięcia opatrunków, pasów bezpieczeństwa, ubrań)
  - Pęseta
  - Koc termiczny – koc ratunkowy jest zarówno ochroną dla poszkodowanego przed zimnem (hipotermia, załamanie się lodu, przechłodzenie organizmu) jak również pomaga w przypadkach przegrzania (udar cieplny, słoneczny).

Apteczki profesjonalne zawierają zwykle znaczną ilość materiałów opatrunkowych, ale także:
- - Kołnierz ortopedyczny
  - Ambu / Maskę twarzową
  - Aparat do płukania oka
  - Szyny do unieruchamiania złamań – Szyny Kramera lub Sam Splint)
  - Flary ostrzegawcze, Światła chemiczne.

### Apteczka samochodowa
W Unii Europejskiej powszechnie stosuje się apteczki samochodowe spełniające standard ustanowiony przez niemiecką normę DIN 13164.
Na wyposażenie takiej apteczki składają się:
- 1 szt. opatrunek indywidualny G
- 1 opak. plastrów 10×6 cm (8 szt.)
- 1 szt. plaster 500×2,5 cm
- 2 szt. opaska elastyczna 6 cm
- 3 szt. opaska elastyczna 8 cm
- 2 szt. chusta opatrunkowa 40×60 cm
- 1 szt. chusta opatrunkowa 60×80 cm
- 3 szt. kompres 10×10 cm
- 3 szt. opatrunek indywidualny M
- 2 szt. chusta trójkątna
- 1 szt. nożyczki 14,5 cm
- 4 szt. rękawice lateksowe
- 1 szt. koc ratunkowy 160×210 cm
- 1 szt. instrukcja udzielania pierwszej pomocy
- 1 szt. maseczka do sztucznego oddychania
- 2 szt. chusteczka dezynfekująca.

## Wymogi prawne
W niektórych krajach Unii Europejskiej apteczka samochodowa jest obowiązkowym elementem wyposażenia samochodu.
W Polsce obowiązek ten dotyczy: autobusów, taksówek, samochodów ciężarowych przewożących osoby i pojazdów przeznaczonych do nauki jazdy.